# 바바라 빌링슬리

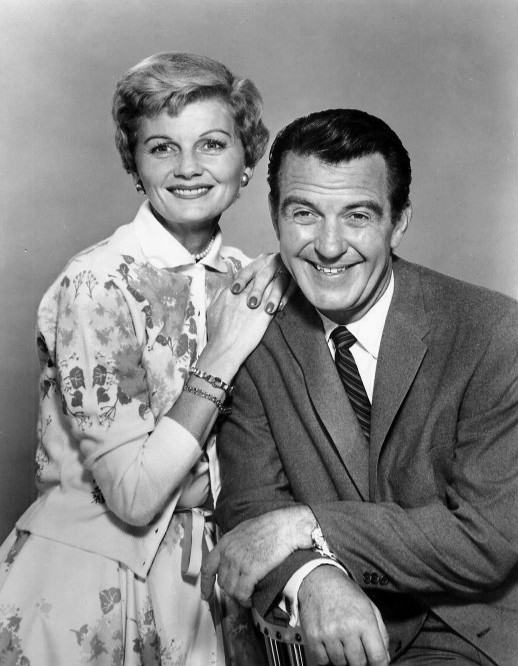

바바라 빌링슬리(Barbara Billingsley, 1915년 12월 22일 ~ 2010년 10월 16일)는 미국의 텔레비전 배우, 영화배우, 모델, 연극 배우, 성우이다.
로스앤젤레스에서 태어났으며 샌타모니카에서 사망하였다. 사인은 반복사용긴장성손상증후군이다.

## 영화
- 비버는 해결사 (1997년)
- 베이 코번 (1987년)
- 에어플레인 (1980년)
- 사랑의 유람선 (1977년)
- FBI (1965년)
- 케어리스 이어스 (1957년)
- 비버는 해결사 - TV 시리즈 (1957년)
- 화성에서 온 침입자 (1953년)
- 배드 앤 뷰티 (1952년)
- 톨 타겟 (1951년)
- 외야의 천사들 (1951년)
- 애니 넘버 캔 플레이 (1949년)
- 키스 포 코리스 (1949년)
- 선 컴스 업 (1949년)
- 포획 (1949년)
- 리빙 인 어 빅 웨이 (1947년)
- 언피니시드 댄스 (1947년)